# 孝子表彰
孝子表彰（こうしひょうしょう）は日本で実施された制度のひとつで、孝行を行った人物に対し、表彰を行う制度。

## 江戸時代の孝子表彰
主に江戸幕府5代将軍の徳川綱吉が1682年に実施した制度を指す。綱吉は幼少の時分より儒学を愛好していた為、全国に「忠孝札」を掲げ、忠孝を奨励し、孝子表彰の制度を設けた。

## 戦時中の孝子表彰
1930年（昭和5年）10月に教育勅語40周年を記念し、文部省が実施した表彰。親孝行を行う子供が最も良いという事を強烈に印象付けるデモンストレーションとして行われた。児童虐待防止法が公布され、子供の人権が認められる前の日本では儒教の影響で孝行が徳目の第一位として掲げられ、子供は親の所有物として見られていた事が背景にあると考えられている。ただし、このように子供を親の所有物とみなし、親の命は子の命より尊いとし、親は場合によっては文字通り子供の生殺与奪の権利（中絶・嬰児殺し、虐待的折檻を行う権利）を有しているという考え自体は、儒教の『孝』に限らず、人類に普遍的に見られる思想であり、そのことから男女差別や『我々と彼ら』という認識同様、進化心理学的根拠を有しているとされている。

## 肯定的見解
上記戦時中の孝子表彰は、親孝行を行うことの道徳性をアピールする為の行事として行われた。しかし、1945年の敗戦と共に占領軍の日本統治が始まると、GHQは、軍国主義一掃を旗印に、日本の民俗や教育システムの改造を着手した。上述のような日本の美風を謳っていた教育勅語や日本の在来の道徳を育んできた修身の授業は廃止され、教育の自由の名の下に、愛国心や家長父制の否定が行われるようになる。続く高度経済成長での日本の工業化に伴う核家族化の進展と郷里の崩壊と相まって、こうした考の精神は薄められ、親による児童虐待や、反対に子による親への家庭内暴力など、多くの家庭で新たな問題が浮上することになる。

## 参照
1. ↑  「その他の改革」『日本の歴史　26』中央公論社、1967年、pp.78-86
2. ↑  ビル・トッテン『日本はアメリカの属国ではない』ごま書房、pp.226-236